# Faroeste Caboclo (filme)
Faroeste Caboclo é um filme de drama brasileiro de 2013, dirigido por René Sampaio e inspirado na canção homônima, da banda Legião Urbana. João de Santo Cristo é um nordestino que chega a Brasília em 1987, torna-se traficante e apaixona-se por Maria Lúcia. Ao tentar deixar o crime, é morto por um traficante rival. O filme foi lançado em 30 de maio de 2013. O filme faturou 15,5 milhões em bilheteria e levou 1,4 milhão de pessoas aos cinemas em 2013.

## Sinopse
Na década de 1980, João resolve deixar o vilarejo baiano de Santo Cristo após a morte da mãe mas antes vai atrás do militar que executara seu pai quando era criança. É preso e quando termina a pena viaja até Brasília para se encontrar com um parente, o traficante peruano Pablo. Lá, ele conhece a estudante Maria Lúcia, por quem se apaixona e com quem gostaria de viver um futuro melhor. Mas o envolvimento dele com o tráfico de drogas que o faz ficar conhecido como "João de Santo Cristo" pode colocar tudo a perder, também praticado por Jeremias que virá a se tornar seu grande rival.

## Elenco
- Fabrício Boliveira como João de Santo Cristo
- Isis Valverde como Maria Lúcia
- Felipe Abib como Jeremias
- Antônio Calloni como Marco Aurélio
- César Troncoso como Pablo
- Marcos Paulo como Ney
- Rodrigo Pandolfo como Beto
- Juliana Lohmann como Cris
- Flávio Bauraqui como Pai de João de Santo Cristo (criança)
- Cinara Leal como Teresa
- Léo Rosa como Telmo
- Rômulo Augusto como Saci
- Tulio Starling como Dudu
- Lica Oliveira como Mazé

## Produção
Em julho de 2005, o jornal O Globo anunciou que a produção de Faroeste Caboclo estava iniciando, e estaria sendo liderada pelo diretor René Sampaio. Segundo o diretor, ele mesmo tinha o projeto de ver um filme sobre a música, e achou engraçado ele mesmo estar participando do projeto. René descreveu o filme como "tragédia grega".
| “ | Todo mundo que ouviu a música naquela época ficava imaginando que aquela história daria um filme. Calhou que eu me tornei diretor e pude levar o projeto adiante. A ideia é fazer um filme fiel à letra do Renato. | ” |

Os acordos para iniciar o desenvolvimento do roteiro foram feitos inicialmente com a família de Renato Russo, e foram aprovadas, assim logo depois sendo iniciado o roteiro. Contudo, a Editora Tapajós entrou na justiça para barrar a produção do filme, com a justificativa de que detém há mais de 20 anos os direitos autorais, e afirmando que a família não poderia ter negociado a adaptação sem sua permissão. A decisão do Superior Tribunal de Justiça veio apenas em 1 de janeiro de 2007, negando o pedido da Tabajós. Desde então, o filme passou muito tempo em fase de captação de recursos financeiros.

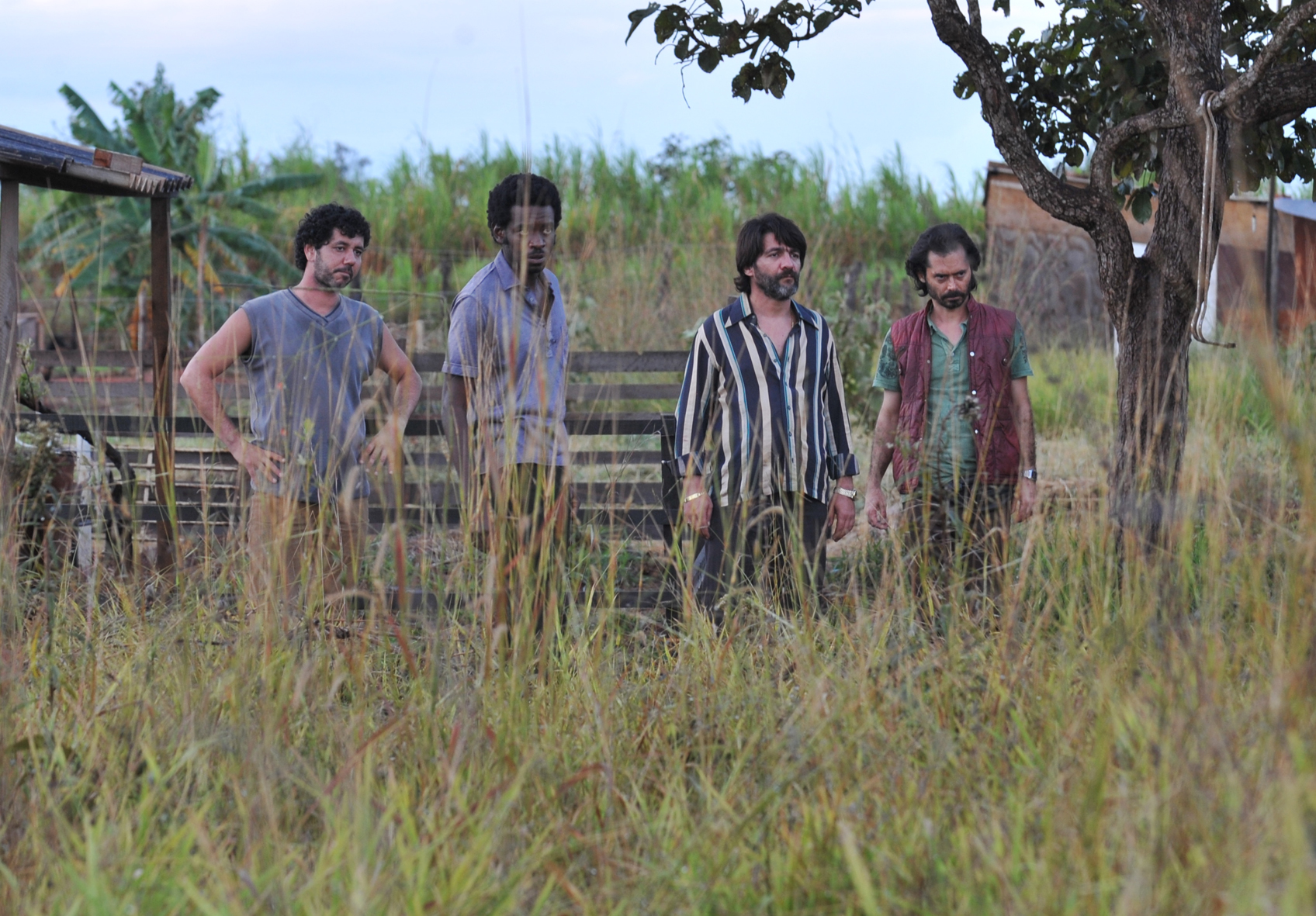
Atores do longa-metragem durante filmagens.

### Escolha do elenco
O elenco principal do filme veio ser apenas confirmado em 8 de fevereiro de 2011. Fabrício Boliveira foi escolhido para interpretar João de Santo Cristo, Ísis Valverde foi confirmada como Maria Lúcia, enquanto que Felipe Adib será Jeremias. Em 15 de abril de 2011, a atriz Cinara Leal foi confirmada no papel de Teresa, atriz irá substituir Fabiula Nascimento, que deixou o filme em razão de sua agenda lotada.
César Troncoso, marido da personagem Teresa, veio a ser confirmado em 23 de maio de 2011. Sobre o seu personagem César Troncoso falou:
| “ | O Brasil é um país de muitos contrastes, e o filme fala disso. Quem nunca viveu na miséria pode ter dificuldade para entender os caminhos que alguns escolhem. O Pablo quer que a sua vida dê certo do jeito que ele conhece, seja trazendo contrabando da Bolívia, o que for. Porque se ele não fizer isso, ele simplesmente não come. | ” |

### Filmagens
As filmagens deram início em 12 de abril de 2011, com a cena da chegada do candango João de Santo Cristo a Brasília. Para rodar a cena, a produção mexeu na rodoviária para emular o final dos anos 70 e início dos 80, além de conseguir um ônibus de 1955, que circula pela região desde a época da construção de Brasília. Para a fase das filmagens, foi utilizado uma base na 609 Norte, numa das unidades do Instituto de Educação Superior de Brasília. A equipe ocupou quatro amplas salas do subsolo da faculdade. Cada cômodo foi destinado a uma etapa da produção. Havia espaço para ensaios dos atores, testes de figurinos, pesquisas para cenários, entre outros.
Em abril de 2011, foram gravadas cenas no Jardim ABC, que no filme será identificada como a Ceilândia do fim dos anos 1970. O diretor relatou que escolheu o lugar pois "era preciso de um local sem prédios e com pouco asfalto". As filmagens na região precisou de 200 figurantes, que foram escolhidos nos dias 18 e 19 de abril. No final de julho de 2011, foi relatado que as filmagens tinha sido concluídas e que o processo de edição já havia sido iniciado, sob comandado de Marcelo Moraes, mesmo montador de Meu Nome Não É Johnny (2008).

## Lançamento
A primeira sessão de pré-estreia de Faroeste Caboclo, foi em Brasília no dia 14 de maio de 2013 e a segunda sessão, foi no Rio de Janeiro, no dia 16 de maio. Depois, a longa-metragem foi exibido somente para convidados, em salas dos cinemas do Park Shopping, no Guará em Brasília e no Arteplex, em Botafogo, no Rio. A estreia nacional no circuito comercial foi marcada para 30 de maio.

### Divulgação
O primeiro cartaz de Faroeste Caboclo foi divulgado via Instagram da atriz Ísis Valverde em 6 de abril de 2013. Já o primeiro trailer teaser do filme saiu dois dias depois.

## Recepção

### Crítica
Faroeste Caboclo recebeu em geral criticas positivas de críticos especializados, atingindo uma média de 3,3 de 5 estrelas, baseado em 19 críticas veiculadas na imprensa, de acordo com o site AdoroCinema. O crítico Lucas Salgado se referiu ao filme como "bang bang à brasileira", avaliando 4 de 5 estrelas para o filme. Para Salgado, "tido como uma canção 'inadaptável', Faroeste Caboclo chega muito bem aos cinemas, oferecendo ação, romance e suspense. Tudo isso sem ser pudico ou esconder a realidade daquela juventude, regada a sexo, drogas e muita violência".

### Bilheteria
No primeiro final de semana 363 890 pessoas assistiram o filme nos cinemas, totalizando 554 911 bilhetes vendidos ao completar uma semana em cartaz. A partir da segunda semana o número de ingressos vendidos de Faroeste Caboclo passou a cair consecutivamente. A bilheteria foi finalizada com um público de 1 495 356 espectadores após oito semanas em cartaz.

### Prêmios e indicações
Faroeste Cabloclo foi o maior vencedor da edição de 2014 do Grande Prêmio do Cinema Brasileiro. Recebeu 13 indicações e sagrou-se vencedor em sete delas, entre as quais a de Melhor Longa-metragem de ficção e a de Melhor Ator (Fabrício Boliveira, intérprete de João de Santo Cristo).
| Prêmio                             | Categoria                       | Indicado                                                      | Resultado | Ref    |
| ---------------------------------- | ------------------------------- | ------------------------------------------------------------- | --------- | ------ |
| Grande Prêmio do Cinema Brasileiro | Melhor Longa-metragem de Ficção | Rene Sampaio                                                  | Venceu    | [ 27 ] |
| Grande Prêmio do Cinema Brasileiro | Melhor Ator                     | Fabrício Boliveira                                            | Venceu    | [ 27 ] |
| Grande Prêmio do Cinema Brasileiro | Melhor Atriz                    | Isis Valverde                                                 | Indicado  | [ 27 ] |
| Grande Prêmio do Cinema Brasileiro | Melhor Ator Coadjuvante         | Antônio Calloni                                               | Indicado  | [ 27 ] |
| Grande Prêmio do Cinema Brasileiro | Melhor Direção de Fotografia    | Gustavo Hadba                                                 | Venceu    | [ 27 ] |
| Grande Prêmio do Cinema Brasileiro | Melhor Roteiro Adaptado         | Marcos Bernstein e Victor Atherino                            | Venceu    | [ 27 ] |
| Grande Prêmio do Cinema Brasileiro | Melhor Montagem Ficção          | Marcio Hashimoto                                              | Venceu    | [ 27 ] |
| Grande Prêmio do Cinema Brasileiro | Melhor Som                      | Leandro Lima, Mirian Biderman, ABC, Ricardo Chuí e Paulo Gama | Venceu    | [ 27 ] |
| Grande Prêmio do Cinema Brasileiro | Melhor Trilha Sonora Original   | Philippe Seabra                                               | Venceu    | [ 27 ] |
| Grande Prêmio do Cinema Brasileiro | Melhor Direção de Arte          | Tiago Marques                                                 | Indicado  | [ 27 ] |
| Grande Prêmio do Cinema Brasileiro | Melhor Figurino                 | Valéria Stefani                                               | Indicado  | [ 27 ] |
| Grande Prêmio do Cinema Brasileiro | Melhor Maquiagem                | Auri Mota                                                     | Indicado  | [ 27 ] |
| Grande Prêmio do Cinema Brasileiro | Melhor Efeito Visual            | Omar Colocci e Rafael Rodrigues                               | Indicado  | [ 27 ] |